# Socha svatého Jana Nepomuckého (Zaječice)
Barokní pískovcová socha svatého Jana Nepomuckého od neznámého autora se od roku 1737 nalézá pod vzrostlými stromy u křižovatky silnic v obci Zaječice v okrese Chrudim. Pískovcová socha je od 22. dubna 2004 chráněna jako nemovitá kulturní památka ČR.

## Popis
Na travnatém plácku pod vzrostlými stromy u křižovatky silnic v obci Zaječice stojí na podezdívce ze žulových kvádrů pískovcový parapet, na kterém stojí nízký, hranolový, nahoře profilováním okosený podstavec. Na čelní straně podstavce je dole vytesán římskými číslicemi letopočet 1737.
Na podstavci stojí čtyřhranný pilíř dole lahvovitě rozšířený a nahoře zakončený profilovanou římsou. Všechny čtyři strany pilíře zdobí identicky vykrajovaný rámec, provedený pomocí hlubokého trojbokého vrypu. Na čelní straně pilíře je ve vykrajovaném rámci umístěna zlacená kartuše se stylizovaným hořícím srdcem.
Na profilované římse stojí na nízkém podstavci socha svatého Jana Nepomuckého v životní velikosti oděného v tradičním kněžském rouše. Světec se opírá o nízký sloup, levou rukou drží na těle krucifix, pravou se opírá o sloup a drží v ní biret. Světec je prostovlasý se svatozáří s pěti šesticípými zlacenými hvězdami okolo hlavy. 

## Fotogalerie

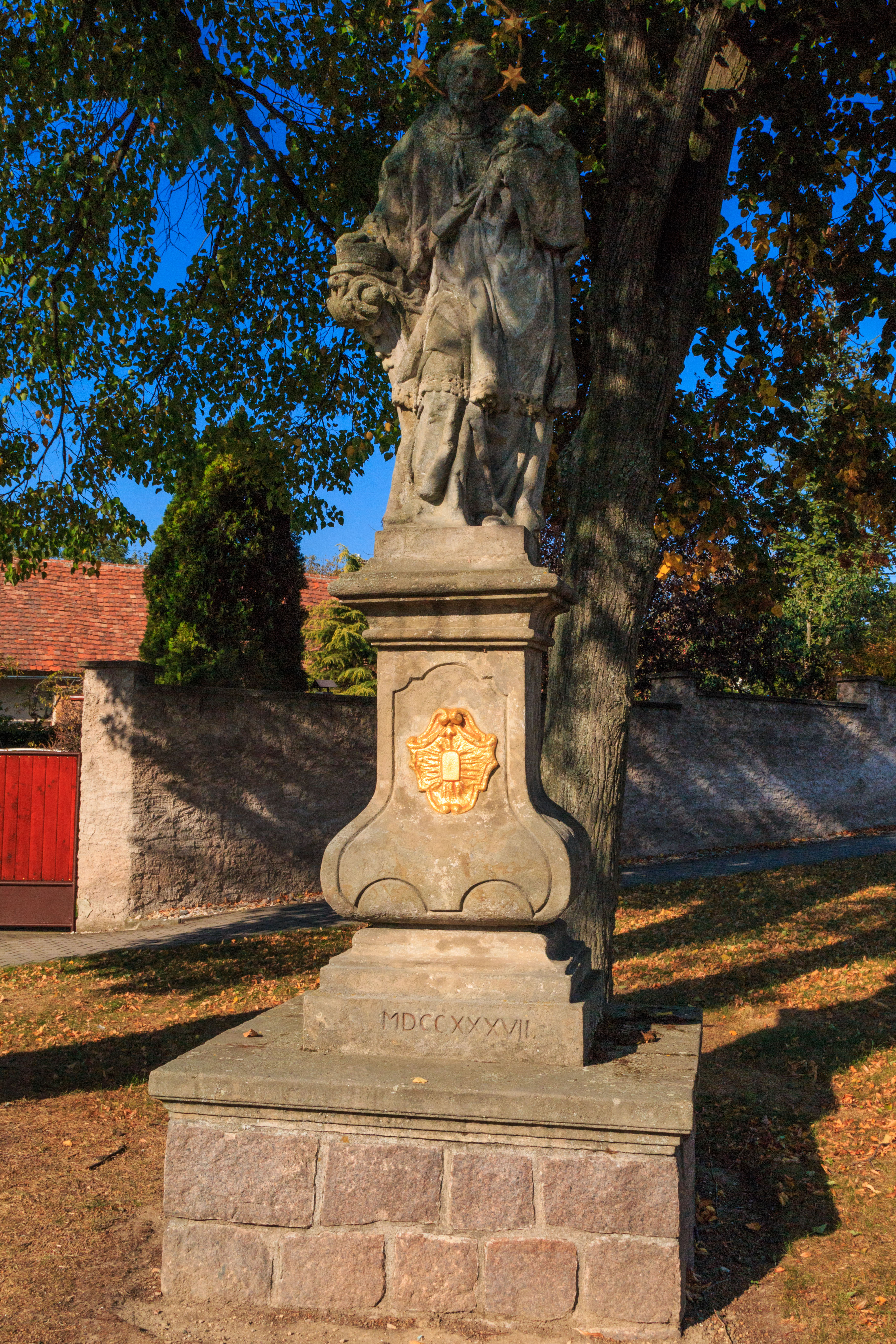
socha svatého Jana Nepomuckého v Zaječicích u Chrudimi